# Six Jours de Kansas City
Les Six Jours de Kansas City sont une course cycliste de six jours disputée à Kansas City, aux États-Unis. Quatre éditions ont lieu entre 1908 et 1937.

## Palmarès
| Année   | Vainqueur                     | Deuxième                       | Troisième                   |
| ------- | ----------------------------- | ------------------------------ | --------------------------- |
| 1908    | Iver Lawson Jim Moran         | Joe Fogler Eddy Root           | Jack Sheerwood George Wiley |
| 1909-15 | Non-disputés                  |                                |                             |
| 1916    | Eddy Maden Reginald McNamara  | Jake Magin Percy Lawrence      | Iver Lawson George Cameron  |
| 1917-34 | Non-disputés                  |                                |                             |
| 1935    | William Peden Piet van Kempen | Alfred Crossley Jimmy Walthour | Joep Clignet Werner Miethe  |
| 1936    | Non-disputés                  |                                |                             |
| 1937    | Fred Ottevaire Charles Winter | Harold Nauwens Jack Sheehan    | Albert Heaton Henri Lepage  |